# 西北军
西北軍，泛指在民國初年至中國抗日戰爭全面爆發，具有中國西北地域關聯背景的軍隊，是一個泛稱。其得名於1919年，由原計劃參與第一次世界大戰的「參戰軍」改編而成的「西北邊防軍」。如馮玉祥統帥“國民軍”，中原大戰後由馮玉祥體系中分裂出的韓復榘、宋哲元、石友三等。另外，楊虎城所部源自陝軍，也被稱西北軍；而楊虎城的部隊在中原大戰曾猛烈攻擊過馮玉祥軍。相比起東北軍的稱呼，這些被視為西北軍的隊伍在形成過程中與西北地域並無穩定聯繫，很多將領是直隸、山東人，且也非發跡於西北（但也有一些人是起於西北的地方勢力，如楊虎城、高桂滋）。即使從其隊伍活動最久的勢力範圍看，也並非僅僅在西北，更多活動在塞北及華北地帶。而還有一些邊疆民族的地方勢力，雖然也在西北地域，但一般被視為邊疆軍閥勢力而不稱西北軍，如馬家軍（馬步芳與馬鴻逵曾參與馮玉祥“國民軍”，中原大戰後因反對討蔣脫離）及新疆楊增新、金樹仁、盛世才（原為奉軍將領）。1930年，馮玉祥在中原大戰中兵敗下野，其所部西北軍被南京國民政府收編入國民革命軍，西北軍此稱呼始於歷史舞台上沒落。

## 前身
清末新軍建設計畫在陝西成立陸軍第三十九混成協，由陝西督軍負責建立。1912年，辛亥革命後，民國成立，袁世凯委任親信陆建章任左路统领兼北京總統府警衛軍參謀官（後升警衛軍統領）。1914年，陸建章以此部隊擴編為陸軍第七師師長，由北京政府任命討伐陝西民變首領白朗名義進軍陝西，並取代原陝西都督兼民政長張鳳翽，成為新的陝西都督（全名：武将軍督理陝西軍務）。後來，陆建章委任其内侄女婿馮玉祥任第七師左翼第一营營長。以後，此營擴編為第十四旅、混編第十六旅，馮玉祥亦隨著部隊擴編升任旅长，並在西北募兵建軍。軍閥史中各路軍閥大多在出生地發跡，馮玉祥以安徽人身分在西北立足，根源由此開始。
1915年袁世凱稱帝，陸建章為擁護者之一。陸建章隸下的混編第十六旅在當時雖然效忠袁世凱政府，但是並未接受北洋軍元老王士珍呼應發電報擁立袁世凱的要求。在北京政府的命令下，混編第十六旅開往四川準備討伐護國軍，途中與遭到護國軍擊潰的混編第四旅會合。當時混編第四旅第二團第二營營副為馮玉祥的舊友鹿鍾麟，因此第二團接受改編加入混編第十六旅，這批部隊因為之前立場未明確表態的遠因下與護國軍私下達成協議，實際上並未和護國軍直接作戰，這作法保全了馮玉祥日後興起的家底。這批部隊直到1920年後再度回到西北，這段空白時間則在北洋軍系的互鬥間西北未有長時間的根據勢力。
1916年，陸建章旗下的陝北鎮守使陈树藩反對帝制，因此獨立自號陕西护国军总司令，與胡景翼合作擊潰了陸建章之子陸承武率領的陝西第一混成旅，陸承武亦被俘虜。作為愛子安危的交換條件，陆建章主動將其權利讓渡給陳樹藩，陈树藩由此夺得陕西督军之位。
1918年，中国国民党元老、书法家于右任在孙中山的指示下由胡景翼協助回到陕西组织成立“靖国军”，手下有樊钟秀、杨虎城等将領。這導致身為安徽派卻與北京政府關係密切的陳樹藩不安，兩方多次發生衝突。為此1919年皖系军阀控制的北洋政府派徐树铮出兵西北解決問題，其手下的军队改称“西北边防军”。徐树铮在1918年杀死陆建章。几年之后，徐树铮被冯玉祥杀死。

## 成军
在冯玉祥的连襟陕西省长阎相文给直系军阀的曹锟、吴佩孚的推荐下冯玉祥所部扩编为师。1921年阎相文因为工作压力过大自杀。冯玉祥趁机接掌西北兵权，任陕西督军、河南督军。1922年，冯玉祥任陆军检阅使。1923年5月11日，裁撤蒙疆善后委员会，同时成立西北边防督办公署，由大总统曹锟特任陆军检阅使冯玉祥为西北边防督办，其职责为管理内、外蒙古及新疆地方事务，对西北地区边防负有军事上、行政上的完全责任。不久，政府又发表冯玉祥兼任甘肃督办，他委派刘郁芬代理，蒋鸿遇为帮办，后又保举薛笃弼为甘肃省长。
1924年，第二次直奉戰爭中，吴佩孚任命冯玉祥为第三军总司令，令其出古北口进击开鲁攻击奉系军阀，但冯收受奉系張作霖五十萬大洋贿赂，聯合驻北京的胡景翼、孙岳发动甲子政变，自立為國民軍倒戈直系並佔领北京，造成直系猝不及防潰敗。冯玉祥進京後軟禁直系領袖曹锟，但因为自己兵力不过4万人，请出皖系段祺瑞执政，驱逐溥仪出宫，邀请孙中山北上。孙到达北京后于1925年初病逝。1925年1月，冯玉祥就任西北边防督办，所部也就被称之为“西北军”。在苏联支持下，冯的部队达到15万人。
1925年底，国民军参加长江中游的吴佩孚和长江下游的孙传芳联合发动的反奉战争。11月22日，奉系将领郭松龄在冯玉祥的支持下，在直隶滦州倒戈，将所部改称东北国民军，迅速回师佔领山海关、锦州、新民等地，直逼沈阳。12月24日郭松龄兵败被捕，次日被杀。张作霖挥师南下入关，挺进京津。1926年1月直、奉联手擊敗国民军，冯玉祥戰敗失勢並首次下野赴苏联考察，西北边防督办一职由张之江代理。3月奉军在日军的掩护下佔领天津。三·一八惨案之后，1926年4月9日国民军驱逐段祺瑞。随后国民军被直、奉联合击败，撤出北京，1926年5月到8月在南口大战失败后撤回至西北。

## 壮大
国民军的主力是冯玉祥、胡景翼、孙岳下属的三个军。胡景翼的手下多为靖国军的旧部。胡景翼病死后，其手下部队多投奔冯玉祥。另有奉系郭松龄残部由魏益三率领加入国民军的第四军和脱离张宗昌加入国民军的方振武部第五军。
1926年8月冯玉祥回国。之前1月直系吴佩孚手下刘镇华的“镇嵩军”进攻西安的杨虎城，围城8个月，9月被冯玉祥派邓宝珊率孙良诚和吉鸿昌击败。刘镇华投入冯玉祥门下。
冯玉祥1926年9月17日在绥远的五原誓師，任國民革命軍聯軍（1927年4月改國民革命軍第二集團軍）司令，宣佈率領所部9个方面军全軍加入中國國民黨。1927年5月出兵潼关，参加國民革命軍北伐。部队达到25万人，后达到40万，这时的西北军达到顶峰。同年响应南方的蒋介石和汪精卫进行清党反共。
北伐时期國民革命軍有四个集团军，分别是蒋介石的第一集团军、冯玉祥的第二集团军、阎锡山的第三集团军、和桂系李宗仁白崇禧的第四集团军。
1927年冯玉祥所部渡过黄河，1928年参加第二期北伐，佔领天津。1928年初，二次北伐结束，西北军实行缩编，全军缩编为十二个师，共22万人。

## 瓦解
1929年北伐成功后，由于裁军问题，冯玉祥与蒋介石产生了矛盾，导致蒋冯战争，但由于阎锡山软禁冯玉祥和韩复榘、石友三改投蒋介石西北军很快失败。

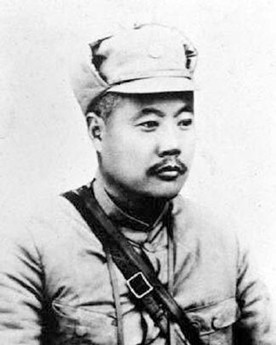
宋哲元

1930年冯玉祥率西北軍参加中原大战，联合阎锡山、李宗仁等对抗蒋介石，是反蒋方的主力。初期吉鸿昌等杀得陈诚大败，但因为阎锡山晋军支援不力和張學良東北軍入关援蒋，最终被擊潰，冯玉祥亦自此失勢下野隐居。西北军被蒋介石解散收编，余部被缩编为宋哲元的第二十九路军、孙连仲的第二十六路军、吉鸿昌的第二十二路军、梁冠英的第二十五路军等，以及之前投蒋的韩复榘、石友三的部队。
宋哲元的部队被张学良改编为国民革命军第二十九军，成为东北军作战序列，是后来长城抗战、卢沟桥事变中的主力。在喜峰口威震日军的“大刀队”就是建于1916年的冯玉祥的手枪队。在国共内战末期中，这支部队在第三綏靖區，其中的一部分在张克侠、何基沣的带领下投奔解放军。
孙连仲的部队驻扎华东，后来成为台儿庄大捷的主力。
韩复榘镇守山东对日军临阵退缩被国民政府处决。石友三则在包括日本人在内各方势力之间多次反水，最终被手下杀死。
这一时期，最终各支队伍已经自寻出路，但宋哲元成为众将领尊重的“大哥”，这种声望是从中原大战时期开始的。而冯玉祥则居于泰山悉心总结经验，同时仍与过去的部下们保持着联系，并参与了察哈尔抗日同盟军的事件。做为过去的首领，冯玉祥仍受到山东的控制者韩复榘的尊重。

## 杨虎城的西北军

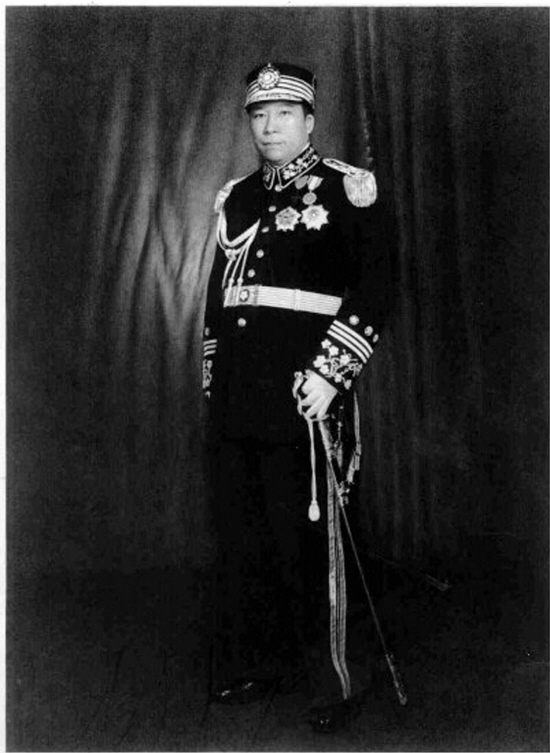
杨虎城

杨虎城在1929年投蒋，在蒋唐战争中击败唐生智。1930年中原大战后，西归升格为國民革命軍第十七路軍，6万多人，被称为“西北军”。1936年西安事变后，缩编为国民革命军第三十八军，由孙蔚如率领。中国抗日战争期间，第三十八军扩编为第三十一军团，由孙蔚如任军团长；下辖第三十八军（军长赵寿山）和第九十六军（军长李兴中），在中条山等地。抗日战争勝胜利后，第三十八军和第九十六军合并为第三十八军。1946年，孔从周率第三十八军投奔中国共产党的晋冀鲁豫军区，被改编为西北民主联军第三十八军，归陈赓、谢富治兵团指挥，成为解放军一部分。

## 人物
出身西北军的著名将领有：
- 冯玉祥，胡景翼，孙岳
- 方振武，井岳秀，孙蔚如
- 冯玉祥部下：宋哲元，张自忠，孙连仲，石敬亭，赵登禹，韩复榘，石友三，秦德纯，佟麟阁，刘汝明，张维玺，孙良诚，吴化文，梁冠英，韩多峰，吉鸿昌，冯安邦，冯治安，黄樵松，池峰城
- 胡景翼部下：邓宝珊，李虎臣，续范亭，岳维峻，董振堂，高桂滋，弓富魁
- 孙岳部下：杨虎城，徐永昌，庞炳勋

- 中国国民党派到西北军：黄郛、杨杰、杜聿明、张群等

- 中国共产党派到西北军：宣侠父、刘伯坚、邓小平、王若飞、徐向前等

### 馮玉祥五虎將
「馮玉祥五虎將」是指出身於西北軍的五位將領，五位均與馮玉祥有所關係，依序為宋哲元、張之江、鹿鍾麟、鄭金聲、劉郁芬五人。一說包括李鳴鐘，李雖為早期馮玉祥麾下六名師長之一，但功績不及其他五人，且過早脫離西北軍，因此不被廣泛認同為五虎將之一。

### 引用
1. ↑  Sheridan 1966，第169–174頁.
2. ↑  Sheridan 1966，第172–174, 176頁.
3. ↑  Sheridan 1966，第170–172頁.
4. ↑  Sheridan 1966，第174–176頁.
5. ↑   (PDF).   [2013-05-02]. （原始内容存档 (PDF)于2014-12-13）.
6. ↑  .   [2007-09-25]. （原始内容存档于2010-05-09）.
7. ↑  .   [2007-09-25]. （原始内容存档于2007-09-23）.
8. ↑  .   [2007-09-25]. （原始内容存档于2006-11-13）.